# Премія Бруно Крайського
Премія Бруно Крайського (нім. Bruno-Kreisky-Preis für Verdienste um die Menschenrechte) — міжнародна нагорода у галузі прав людини. Заснована у 1976 році з нагоди 65-річчя з дня народження Бруно Крайського. Премію присуджують щодвароки окремим особам, групам, установам або проєктам за досягнення у сфері прав людини. Лауреати премії отримують від 7000 до 30 000 євро.
Переможці визначаються Радою піклувальників Фонду Бруно Крайського та міжнародним журі.

## Лауреати

### 2022
- Марія Калесникова  Білорусь
- Аль-Хак  Палестина
- Координація притулку Австрія  Австрія
- Мартін Хохеггер  Австрія

### 2019
- Амаль Фаті  Єгипет
- Асоціація Шалом Алейкум – Єврейська допомога біженцям  Ізраїль
- Проєкт «Знай свої права» - Александра Стокер, Девід Вайс та ін   Австрія
- Почесна нагорода: Міхаель Ландау  Австрія

### 2017
- Асли Ердоган  Туреччина
- Вольфганг Калек  Німеччина

### 2015
- Віан Дахіль,  Ірак[1]
- Мар'яна Грандіц,  Австрія[1]
- Nachbarinnen in Wien,  Австрія[1]

### 2013
- Богалеч Гебре,  Ефіопія
- Мазен Дарвіш,  Сирія
- Сесіль Корті,  Австрія

### 2011
- ASPIS,  Австрія[2]
- ESRA,  Австрія[3]
- Hemayat,  Австрія[4]
- Даніель Баренбойм,  Ізраїль/ Палестина та West-Eastern Divan Orchestra,[5]

### 2007
- Гао Чжішен,  КНР
- Манфред Новак,  Австрія
- ZARA  Австрія
- Кофі Аннан,  ООН
- Йован Мирило,  Сербія

### 2005
- Надя Лоренц та Георг Бюрстмайр,  Австрія
- Андрій Санніков,  Білорусь

### 2002
- Кардинал Франц Кеніг,  Австрія
- Уте Бок,  Австрія
- Аміра Гасс,  Ізраїль/ Палестина
- Палестинський центр з прав людини,  Палестина

### 2000
- Радгіка Кумарасвамі,  Шрі-Ланка
- Белградський центр з прав людини,  Югославія
- Austrian NGO-project «An anti- discrimination law for Austria»  Австрія
- Карлгайнц Бем,  Австрія/ Ефіопія

### 1997
- Аббас Амір-Ентезам,  Іран
- Емілі Лау Вайхін,  Гонконг
- Урі Авнері,  Ізраїль
- Іван Звонимир Чичак,  Хорватія
- Отто Таусіг,  Австрія
- Віллі Резетаріц,  Австрія
- Ернст Фюрлінгер,  Австрія

### 1995
- Сумая Фархат-Насер,  Палестина
- Сергій Ковальов,  Росія
- Кен Саро-Віва,  Нігерія
- Лейла Зана,  Туреччина
- Комітет захисту прав людини в Ірані,  Австрія
- Світова університетська служба в Граці,  Австрія
- Інститут прав людини Людвіга Больцмана,  Австрія
- Центр допомоги біженцям у Пойздорфі,  Австрія
- Притулок для бездомних «Die Gruft»,  Австрія
- Отець Август Яніш,  Австрія

### 1993
- Абе Натан,  Ізраїль
- Індіанське плем'я Канела,  Бразилія
- Гані Фавегінмі,  Нігерія
- Ніколае Георге,  Румунія
- Христін Губка та Гертруд Геннефельд,  Австрія
- Отець Георг Споршіль,  Румунія
- Кемаль Курспагич та Златко Диздаревич,  Боснія і Герцеговина
- Таня Петовар,  Югославія
- Меморіал (організація),  Росія
- Рудольф Піхльмайр,  Німеччина
- Марта Кирлє,  Австрія
- SOS Mitmensch,  Австрія
- Хорватсько-мусульмансько-сербський діалог,  Австрія

### 1991
- Бербель Болей,  Німеччина
- Конгрес південноафриканських профспілок,  ПАР
- Яель Даян,  Ізраїль
- Файзал Гуссейні,  Палестина
- Міжнародний центр миру на Близькому Сході,  Ізраїль/ Палестина
- Інсан Аклари Дернегі,  Туреччина
- Горст Кляйншмідт,  ПАР/ Велика Британія
- Committee Cap Anamur,  Німеччина
- Фелісія Лангер,  Ізраїль
- Пауліньйо Паякан Каяпу,  Бразилія
- Постійний комітет національного діалогу,  Сальвадор
- Познанський правозахисний центр,  Польща
- Джалаль Талабані,  Ірак
- Альфредо Васкес Каррізоса,  Колумбія
- Антиапартеїдний рух,  Австрія
- CARE International,  Австрія
- Соціальна служба аеропорту Швехат,  Австрія
- Лісль Франкль,  Австрія
- «Жіноча солідарність»,  Австрія
- Товариство захисту людей, що перебувають у небезпеці,  Австрія
- Єпископ Ервін Кройтлер,  Бразилія
- Австрійський Червоний Хрест,  Австрія
- Наукове товариство університету Лінца,  Австрія
- Комітет допомоги біженцям в Австрії,  Австрія

### 1988
- Фрей Бетто,  Бразилія
- Беназір Бхутто,  Пакистан
- Латіф Дорі / Комітет ізраїльсько-палестинського діалогу,  Ізраїль
- Антон Любовські,  Намібія
- Серхіо Рамірес,  Нікарагуа
- Клаудія Віланек,  Австрія
- Єпископ Леонідас Проаньйо,  Еквадор
- Товариство друзів Медичного центру Хаїма Шеби Тель Гашомер,  Австрія
- Товариство австрійсько-арабських відносин,  Австрія
- Грінпіс,  Австрія
- Гватемальська організація з прав людини GAM,  Гватемала
- Міжнародна гельсінська федерація з прав людини,  Австрія
- Корейська католицька комісія справедливості та миру,  Нідерланди
- Неве-Шалом/ Вахат-ас-Салам,  Ізраїль
- Католицька соціальна академія,  Австрія
- Комітет з соціальної та медичної допомоги палестинцям ,  Австрія
- Об'єднана національна робоча група у Сальвадорі,  Сальвадор
- Асоціація історії робітничого руху,  Австрія

### 1986
- Фонд Бруно Крайського,  Австрія
- Віденський інститут розвитку та співробітництва,  Австрія
- Герберт Амрі,  Австрія
- Австрійський інститут досліджень миру та освіти,  Австрія
- Комітет матерів політичних ув'язнених, зниклих та вбитих у Сальвадорі,  Сальвадор
- Гватемальська комісія з прав людини,  Гватемала
- Австрійська рада з відшкодування збитків,  Австрія
- Міжнародні історики робітничого руху, ITH
- Єврейсько-арабський будинок у Бет-Берл,  Ізраїль
- Еріх Вайсбір,  Австрія

### 1984
- Австрійський комітет допомоги буженцям з Нікарагуа,  Австрія
- Народна допомога,  Австрія
- Австрійська ліга захисту прав людини,  Австрія
- Союз зацікавлених вчених,  США
- Товариство друзів Тель-Авівського університету,  Австрія
- Вікаріат солідарності,  Чилі
- Освальд Амстлер,  Австрія
- Архієпископ Раймонд Гунтгаузен,  США
- Музаффер Сараш,  Туреччина
- Шуламіт Алоні,  Ізраїль
- Луїз Інасіо Лула да Сілва,  Бразилія
- Отець Леопольд Унгар,  Австрія
- Йоланда Урізар Мартінес де Агілар,  Гватемала
- Маріанелла Гарсія Віллас,  Сальвадор

### 1981
- Сімга Флапан,  Ізраїль
- Раймонда Тавіль,  Ізраїль
- Нельсон Мандела,  ПАР
- Роза Йохманн,  Австрія
- Домітіла Барріос де Чунгара,  Болівія
- Енріке Альварес Кордова,  Сальвадор
- Кім Джіха,  Південна Корея
- Кім Де Чжун,  Південна Корея
- Гістадрут,  Ізраїль
- Фонд європейської інтелектуальної допомоги,  Франція
- Орландо Фальс Борда,  Колумбія
- Фелікс Ермакора,  Австрія

### 1979
- Кардинал Рауль Сільва Енрікес,  Чилі
- Ар'є Еліав,  Ізраїль
- Іссам Сартаві,  Палестина
- Архієпископ Мігель Обандо-і-Браво,  Нікарагуа
- Гільдегард Госс-Майр та Жан Госс,  Австрія/ Франція
- Крістіаан Фредерік Беєрс Науде,  ПАР
- Amnesty International, Австрійська секція,  Австрія
- Комітет з прав людини Міжнародного союзу профспілок,  Австрія